# Overlord Mountain
Der Overlord Mountain ist ein 2625 m hoher, vergletscherter Berg mit einer Schartenhöhe von 415 m im Südwesten der kanadischen Provinz British Columbia.

## Geographie
Der Overlord Mountain liegt in den Garibaldi Ranges der Coast Mountains im Garibaldi Provincial Park. Er ist der höchste Gipfel der Fitzsimmons Range, einer Teilkette der Garibaldi Ranges, und kann ohne weiteres vom Skigebiet Whistler-Blackcomb aus gesehen werden. Er liegt 15 km südöstlich von Whistler entfernt. Der nächsthöhere Berg ist der Mount Macbeth(2639 m), 3 km nordnordöstlich gelegen. Der Benvolio Glacier befindet sich unterhalb der Südseite des Gipfels, der Fitzsimmons Glacier an seinem Osthang, und der ausgedehnte Overlord Glacier umspannt die Nord- und die Westseite des Berges. Die Abflüsse der Niederschläge vom Berg und das Schmelzwasser seiner Gletscher fließen in Zuflüsse des Cheakamus River.

## Geschichte
Die Erstbesteigung wurde 1923 von Phyllis Munday und Don Munday über den Benvolio Glacier ausgeführt. Der Name des Berges wurde vom Garibaldi Park Board vorgeschlagen und am 2. September 1930 vom Geographical Names Board of Canada offiziell anerkannt.

## Klima
In Bezug auf die Klimaklassifikation nach Köppen und Geiger herrscht am Overlord Mountain ein Westseiten-Seeklima. Die meisten Wetterfronten stammen vom Pazifik und bewegen sich ostwärts auf die Coast Mountains zu, wo sie durch die Berge zum  Aufsteigen (Windstau) gezwungen werden, was wiederum dazu führt, dass die enthaltene Feuchtigkeit in Form von Regen oder Schnee abgegeben wird. Im Ergebnis führt das zu hohen Niederschlägen in den Coast Mountains, insbesondere zu starken Schneefällen im Winter. Die Temperaturen können unter −20 °C fallen, unter Berücksichtigung von Windchill-Einfluss unter −30 °C. Die Monate Juli bis September bieten die besten Wetterbedingungen für einen Aufstieg.

## Kletterrouten
Am Overlord Mountain sind folgende Kletterrouten etabliert:
   
- über den Benvolio Glacier - YDS-Klasse 2  - Erstbesteigung 1923
- über den Westgrat - YDS-Klasse 4
- über den Ostgrat
- über den Nordgrat

## Galerie

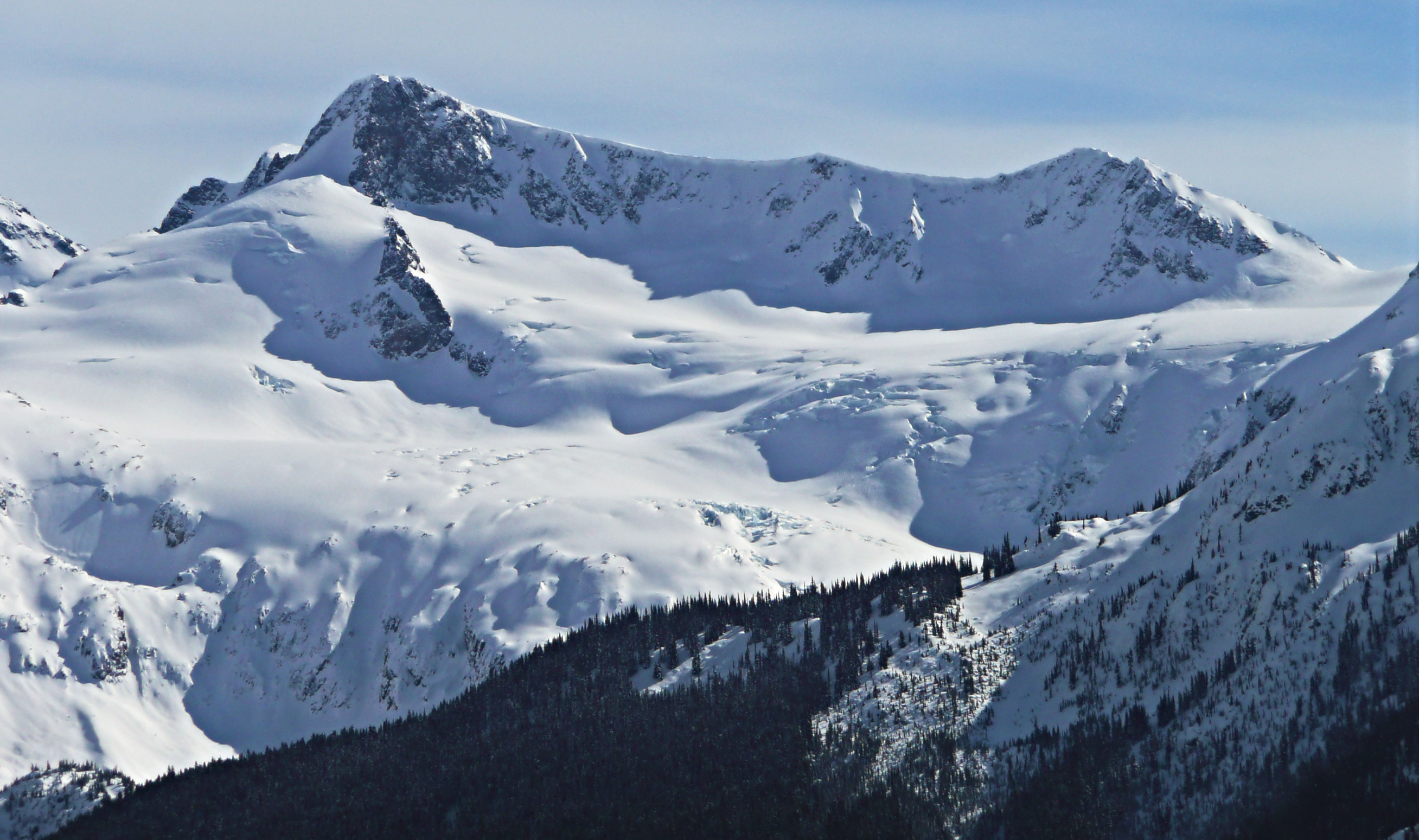
Der Overlord Mountain im Winter
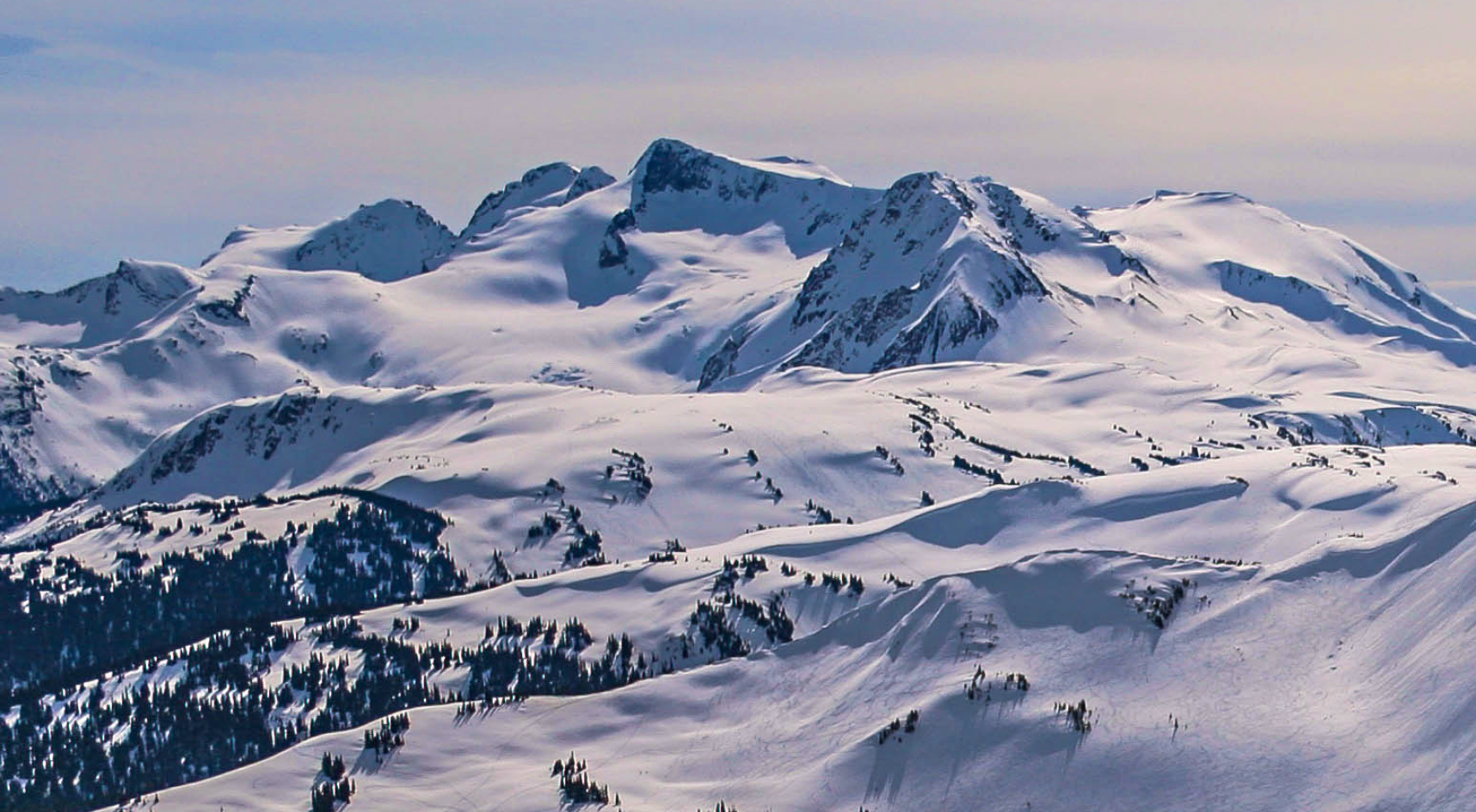
Der Overlord Mountain vom Whistler Mountain aus
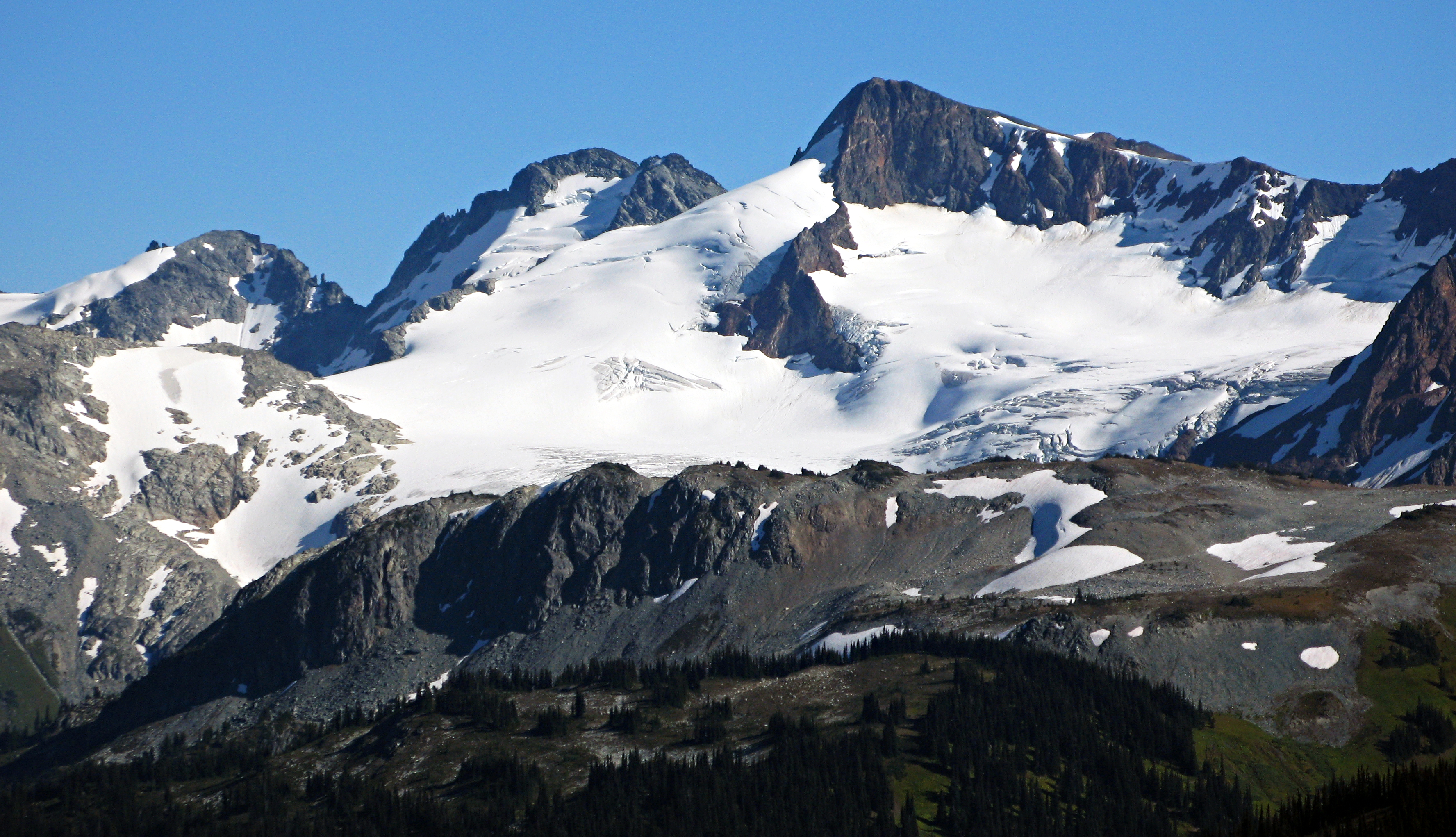
Overlord Mountain und Overlord Glacier
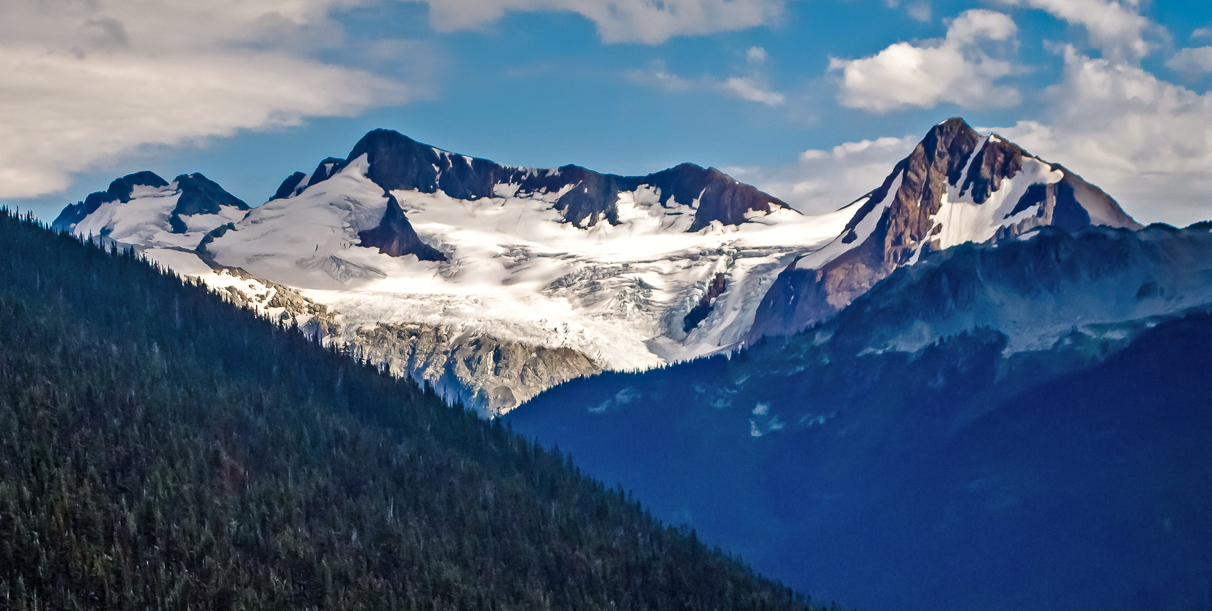
Von links nach rechts: Mt. Fitzsimmons, Overlord Mountain, Fissile Peak
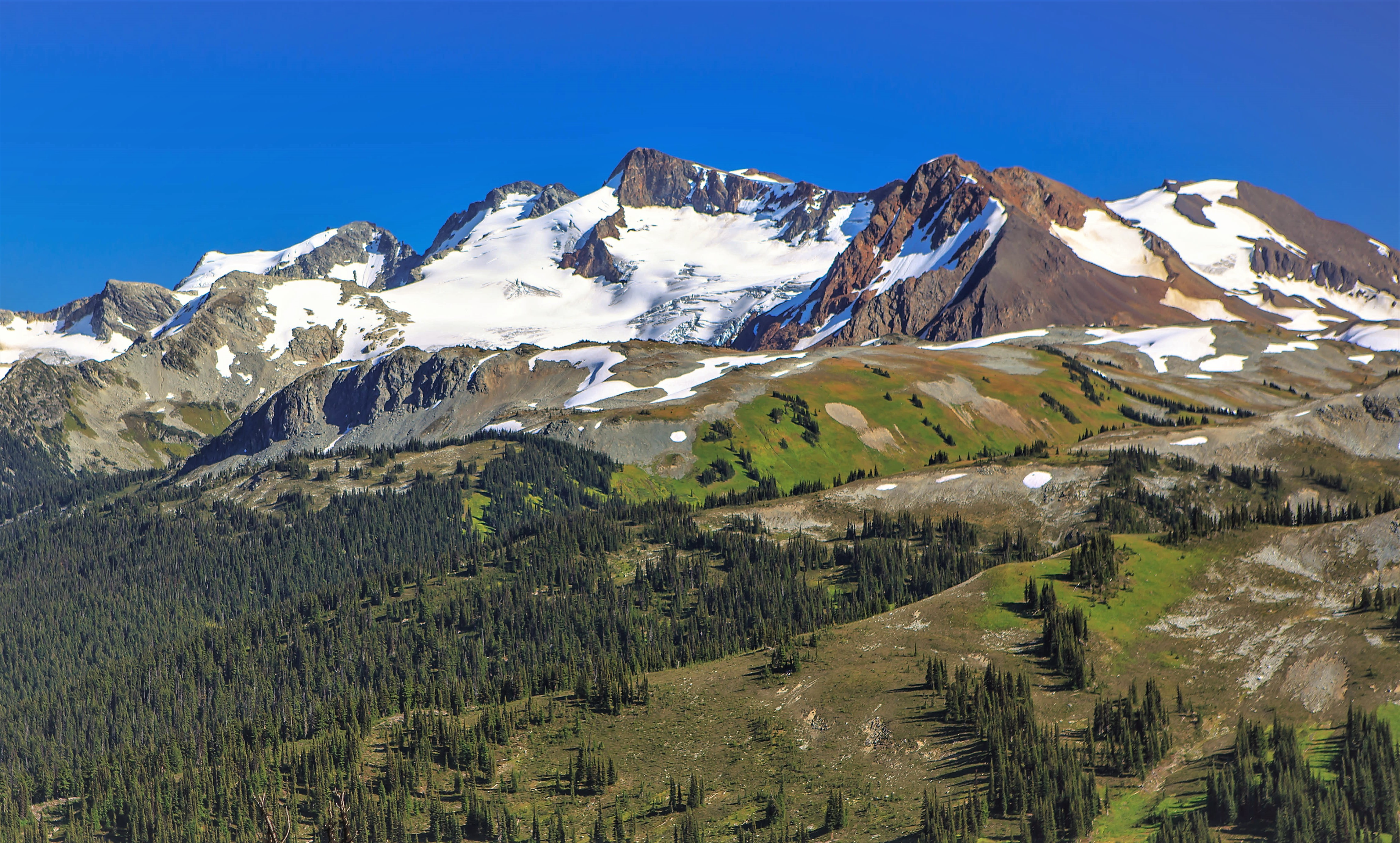
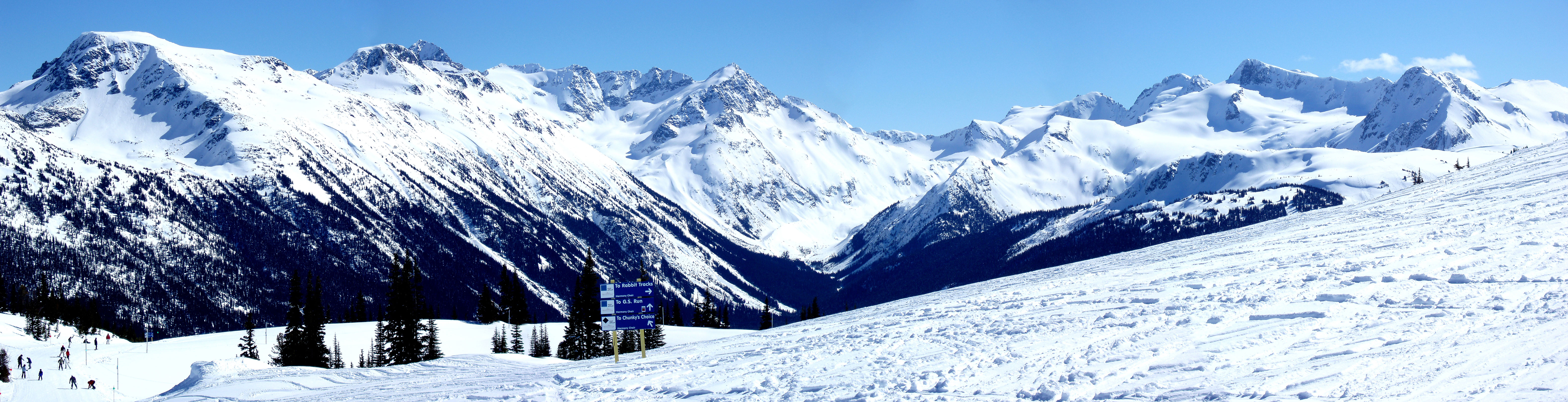
Der Overlord Mountain (rechts) von den Hängen des Whistler Mountain aus; die Spearhead Range links